# Bajinci (Srbac)
Bajinci (szerbül: Бајинци), település Bosznia-Hercegovinában, Srbac községben, Bosanska krajina területén, a Szerb Köztársaságban. 

## Fekvése
Bosznia-Hercegovina északi részén, Banja Lukától légvonalban 41, közúton 45 km-re északkeletre, községközpontjától légvonalban 3, közúton 13 km-re nyugatra, az Orbász bal partja mentén fekvő síkságon, 90-93 méteres tengerszint feletti magasságban található. Északi határát a Száva, keleti határát az Orbász folyó képezi. Mivel nagy folyók találkozásánál, alacsonyan fekszik, területét gyakran sújtja árvíz.

## Népessége
| Nemzetiségi csoport | Népesség 1991 | Népesség 2013 |
| ------------------- | ------------- | ------------- |
| Szerb               | 873           | 634           |
| Bosnyák             | 0             | 2             |
| Horvát              | 7             | 8             |
| Jugoszláv           | 17            | 0             |
| Egyéb               | 3             | 5             |
| Összesen            | 900           | 649           |

## Története
A területén talált őskori temető leletei alapján a település területe már a kora vaskortól fogva lakott volt. A római kori népességről tanúskodnak a lelőhely 3. és 4. századi leletei.
A korabeli források szerint ez a vidék a 10. és 11. században a Horvát Királyság részét képezte, majd a 12. század elején vele együtt a Magyar Királyság része lett. A török hódításokig Orbász megyét a Magyar Királyság részét képező a Szlavón Bánság részeként emlegették. A térség 1535/36-ban került oszmán uralom alá, amikor is Husref bég elfoglalta a közeli Kobaš és Levač várait. Ez a terület a Kobaši kádiluk, a Banja Luka-i vijalet és a Boszniai szandzsák része lett.
A település 1878-ig tartozott az Oszmán Birodalomhoz, ekkor a berlini kongresszus határozata alapján az Osztrák-Magyar Monarchia része lett. 1879-ben az első osztrák-magyar népszámlálás során a Berbiri járáshoz tartozó településnek 57 háztartása és 282 ortodox és 3 római katolikus lakosa volt. 1910-ben a Banja Luka-i járáshoz tartozó településen 63 háztartást és 431 ortodox lakost találtak. A monarchia szétesésével 1918-ban előbb a Szerb-Horvát-Szlovén Királyság, majd 1929-től a Jugoszláv Királyság része. Az 1929-es törvény értelmében, amikor Bosznia-Hercegovinát négy banovinára, Drinskára, Vrbaskára, Zetskára és Primorskára osztották, a település a Vrbaska banovina része lett, amelynek székhelye Banja Luka volt Jugoszlávia megszállása után a Független Horvát Állam (NDH) része lett. A második világháború után a szocialista Jugoszláviához tartozott. A daytoni békeszerződést követő területfelosztásnál Srbac község részeként a Szerb Köztársaság területéhez került.

## Nevezetességei
- Ortodox temploma a temető mellett áll.

- Őskori temető maradványai. A hamvasztásos temetőre véletlenül, szántás közben találtak rá. A temető területén az urnák mellett egy kőtáblát, vas lándzsahegyet, vaskést, orsót, bronz tűt is találtak, mely leletek a kora vaskorból származnak. A lelőhelyen számos római kori lelet is előkerült, bronz gyűrű, üveggyöngyök, üvegtöredékek és kilenc darab császárkori éremlelet a 3. és 4. századból.[4]